# Nain (koberec)
Nain je ručně vázaný koberec z města Nainu v íránské pouštní oáze.
V Nainu se vyráběly po dobu několika staletí kvalitní vlněné ručně tkané textilie. Když se ve 20. letech 20. století trvale snižoval odbyt těchto výrobků, přeorientovaly se manufaktury s pomocí státu na vázání koberců. Z počátku se převzaly isfahánské vzory, ve 30. letech byla však v Nainu vyvinuta vlastní technika výroby a vzorování koberců.

## Vlastnosti nainských koberců
Podkladová tkanina se vyrábí nejčastěji z bavlněné osnovy s dvojitým hedvábným útkem. Vlas koberce se váže asymetrickým uzlem z vlněné příze. Pro vzorování je typický ústřední tmavomodrý medailon na pozadí v barvě sloní kosti vyplněném květinovými motivy.
Hustota vlasu dosahuje v průměru asi 500 000 uzlů na m2, nejkvalitnější výrobky mohou mít až 1 milion uzlů / m2. U nainských koberců se kvalita, resp. jemnost mimo to hodnotí měřítkem LAA (La = v perštině „vrstva“), které udává počet jednotlivých nití seskaných v osnovní přízi. Nejjemnější (jen ojediněle vyráběné) koberce se vážou např. na osnově z dvojmo skané příze z dvojitých niti ( 2 x 2 = 4 La) , koberce s méně hustým vlasem na osnově 3 x 3 = 9 La. Počet jednotlivých nití se dá snadno zjistit na třásních, které většinou vyčnívají z okraje koberce.
Ve 20. letech 20. století, ještě před začátkem běžné produkce, bylo v Nainu zhotoveno několik jednotlivých koberců. Tyto vzácné exempláře s hustotou až 1,2 miliony uzlů/m2, často nazývané Tudešk, jsou vysoce hodnoceny sběrateli jako příklad moderních perských koberců v porovnání s historickými výrobky (z jiných regionů) z 16. a 17. století. Údaje o objemu výroby v 21. století nejsou zveřejňovány.

## Ukázky nainských koberců

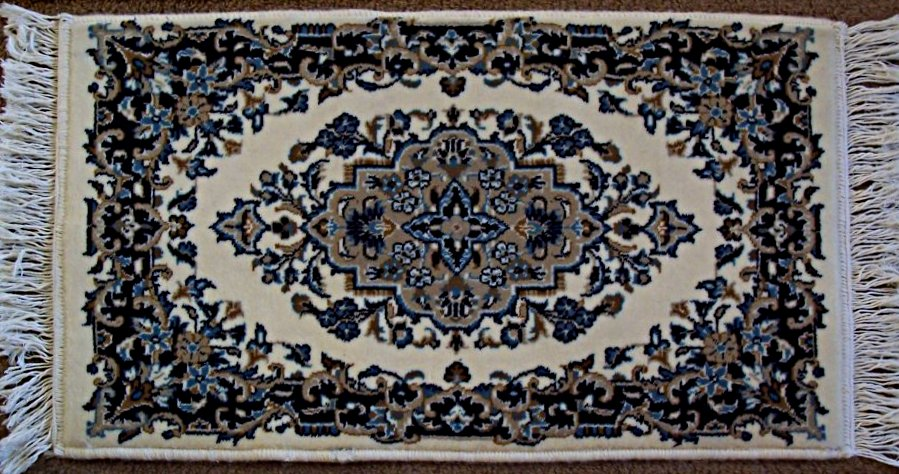
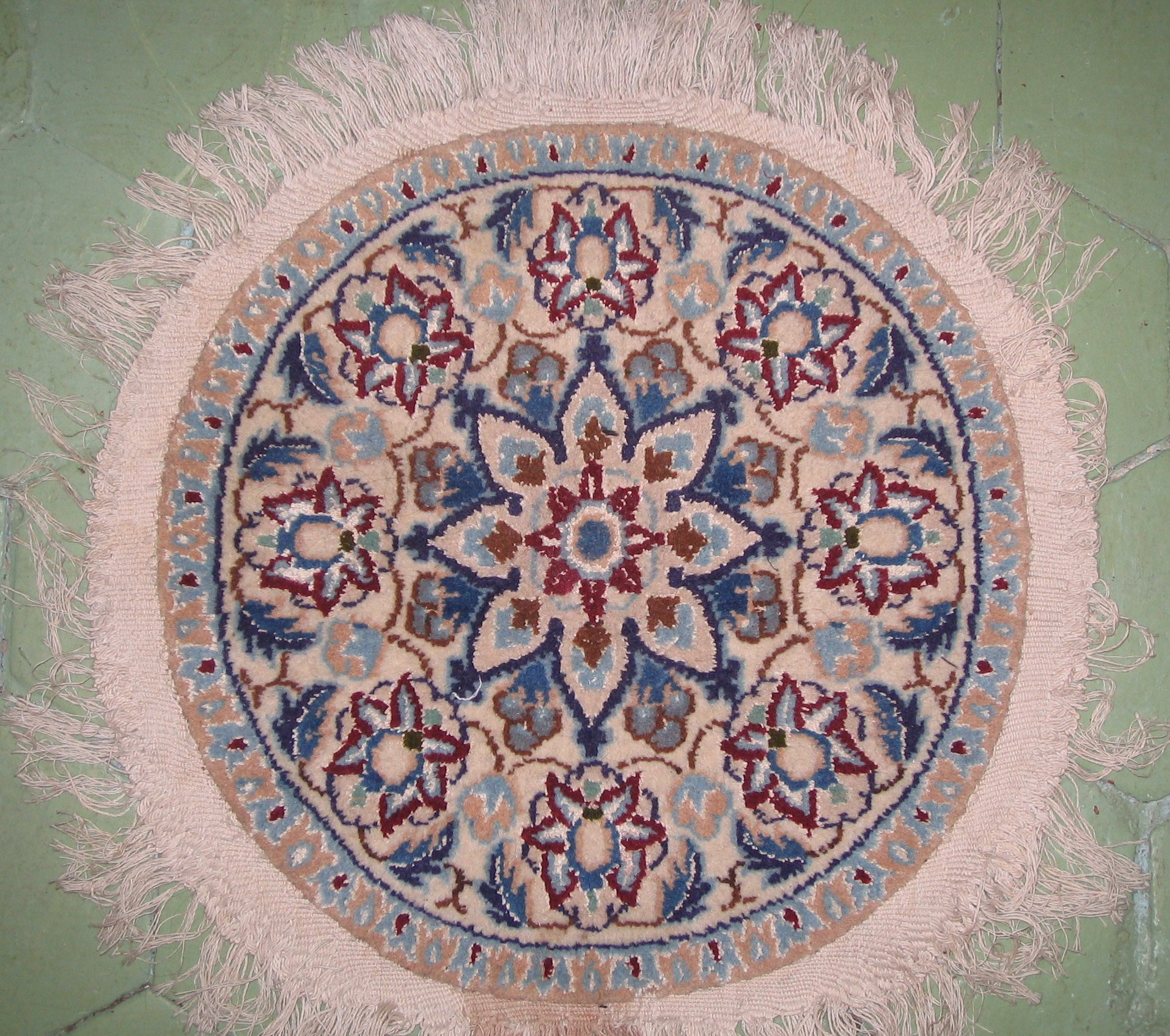
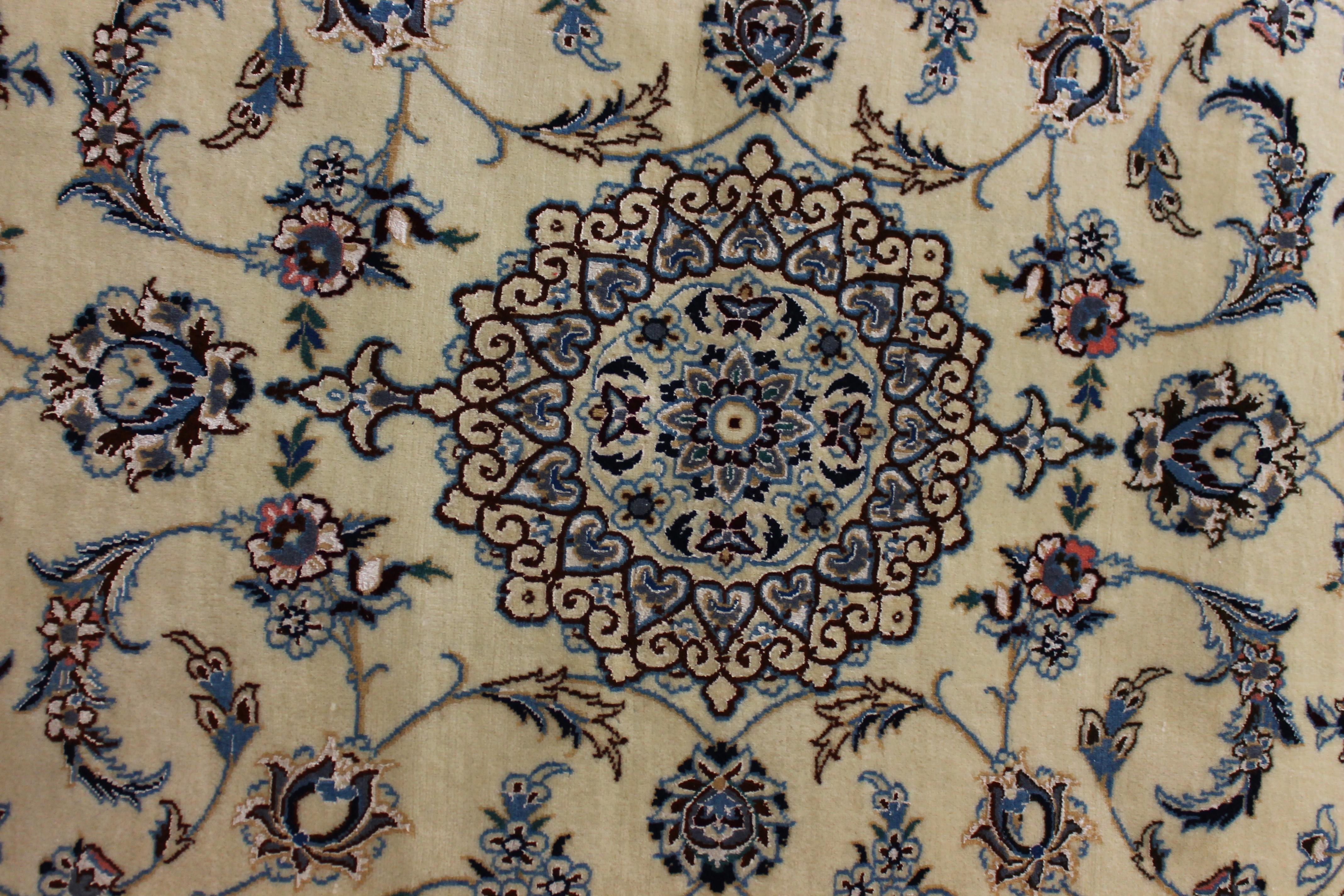
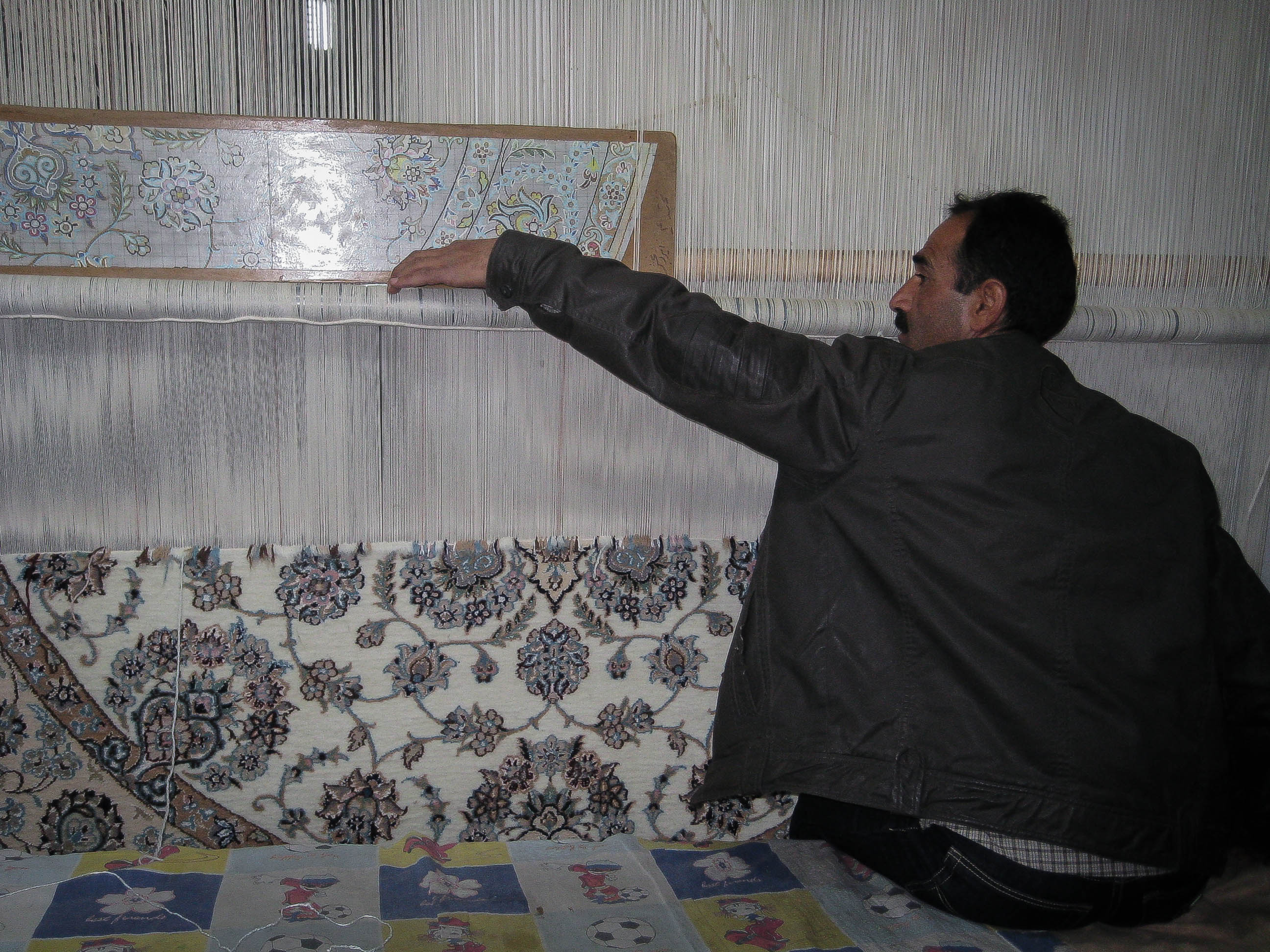